# Otto Viking
Otto Emil Viking (2. oktober 1885 – 8. august 1966) var plantageejer, repræsentant for Krishnamurti i Danmark (teosofi), senere, fra 1946, biskop af Norden for Liberal Katolsk Kirke.
Viking opførte Besantgården ved Tillitse, Lolland, i 1929. Her afholdt han med sin hustru Anna flere sommerkurser for teosoffer fra ind- og udland.